# Jagdstaffel 83
A Jagdstaffel 83, conhecida também por Jasta 83, foi um esquadra de aeronaves da Luftstreitkräfte, o braço aéreo das forças armadas alemãs durante a Primeira Guerra Mundial. 